# Carlos Nozal
Carlos Nozal Vega es un ciclista español, nacido el 15 de mayo de 1981 en Baracaldo pero afincado en Guriezo (Cantabria, España). Es hermano del también ciclista Isidro Nozal.
Su carrera profesional ha transcurrido íntegramente en Portugal y en el mismo equipo: el Liberty Seguros Continental,

## Palmarés
- 1 C.R.I campeonato Cantabria 2003
- 7 general final, 1 joven y 1 etapa vuelta Palencia 2003.
- Participación en el mundial de Canadá C.R.I sub-23 - 2003.
- 3 general final de la semana Aragonesa 2005.
- 1 etapa de la Vuelta a Portugal 2006.
- 1 etapa Vuelta Sotavento Portugal 2008.
- 7 genial final CTT correios Portugal. 2009.
- 7 general final vuelta Murcia 2009.

| 2009 |      |  |  | Liberty Seguros |                                | CONTINUACIÓN |              | 735 |      | 67 |    | Todo |      | Puntos |        |  |
|      | 2008 |  |  |                 | Liberty Seguros                |              | CONTINUACIÓN |     | -    |    | 0  |      | Todo |        | Puntos |  |
|      | 2007 |  |  |                 | Liberty Seguros                |              | CONTINUACIÓN |     | 2506 |    | 5  |      | Todo |        | Puntos |  |
|      | 2006 |  |  |                 | LA Aluminios - Liberty Seguros |              | CONTINUACIÓN |     | 1350 |    | 25 |      | Todo |        | Puntos |  |
|      | 2005 |  |  |                 | LA Aluminios - Liberty Seguros |              | PCT          |     | -    |    | 0  |      | Todo |        | Puntos |  |
|      | 2003 |  |  |                 | Élite-2                        |              |              |     | -    |    | 0  |      | Todo |        | Puntos |  |

## Equipos
- L.A. Aluminios/Liberty Seguros Continental (2005-2009)
  - L.A. Aluminios-Liberty Seguros (2005-2006)
  - Liberty Seguros Continental (2007-2009)